# Comythovalgus fasciculatus
Comythovalgus fasciculatus är en skalbaggsart som beskrevs av Leonard Gyllenhaal 1817. Comythovalgus fasciculatus ingår i släktet Comythovalgus och familjen Cetoniidae. Inga underarter finns listade i Catalogue of Life.